# Jutiapa (El Salvador)
Jutiapa è un comune del dipartimento di Cabañas, in El Salvador.